# Вамі

Нижня течія річки Вамі (Wami) на мапі

Вамі (англ. Wami River) — річка в Танзанії.

## Загальний опис
Річка Вамі повністю розташована у східній частині Танзанії в регіонах Морогоро та Пвані. Витік річки знаходиться в горах Укагуру (Кагуру), тече вона переважно в східному напрямку, впадає в Занзібарську протоку Індійського океану.
Водозбірний басейн простягається від річки Кінясангве до Додоми і південного краю степу Масаї та дорівнює 43 946 км². Довжина річки близько 545 км.
У зв'язку зі знелісненням і кліматичними змінами в регіоні стік річки зменшився. Річка Вамі є південним кордоном національного парку Саадані, єдиного прибережного національного парку в Танзанії.

## Рослинність та іхтіофауна

### Флора
Флора басейну Вамі представлена наступними видами: сикомор, Leersia hexandra, Mimosa pigra, Oryza longistaminata, Pennisetum purpureum, Senegalia polyacantha, Syzygium guineense, Typha capensis.
Поширені види наземних рослин: Acacia tortiilis, Acacia nilotica, Commiphora africana, Brachystergia speciformis, Combretum apiculata, Acacia nigriscens, Hyphaen compressa та Dalbergia melanoxylon.
Серед рослин водно-болотних угідь домінують Miscanthidium violaceum, Phragmites mauritianus, Typha domingensis.
Серед рослинності сезонних затоплюваних пасовищ переважають Panicum heterostachys, Pennisetum purpureum і Digitaria macroblephara, у той час як в сухих місцях переважає Hyparrhenia filipendula.
У лісовому співтоваристві рослин, яке розташоване одразу після прибережної зони, домінують Acacia nigriscence, Albizia glaberina, Acacia mellifera, Acacia tortilis, Acacia siberiana, Terminalia spinosa, Terminalia sambesiaca, Terminalia brevipes, Dalbegia melanoxylon, Afzelia guanzensis, Terminalia brownie та Spirostachys africana.

### Іхтіофауна
У водах річки водиться 65 видів риб, у тому числі кларій нільський, Barbus paludinosus, Brycinus affinis, Eleotris fusca, Enteromius usambarae, Glossogobius giuris, Labeo cylindricus, Liza macrolepis, Schilbe moebiusii, Synodontis maculipinna, Tilapia zillii.

## Гідрометрія
Стік річки спостерігався протягом 30 років (1954-84) у Мандері за 50 км від гирла Вамі. Протягом цього періоду спостерігався середньорічний стік 60,6 м³/с (з площі водозбору, яка становила близько 82 % від загальної площі водозбору річки).
Середньомісячний стік річки Вамі на гідрологічної станції Мандера (м³/с)
 (Розраховано з використанням даних 1954—1984 років)

## Галерея

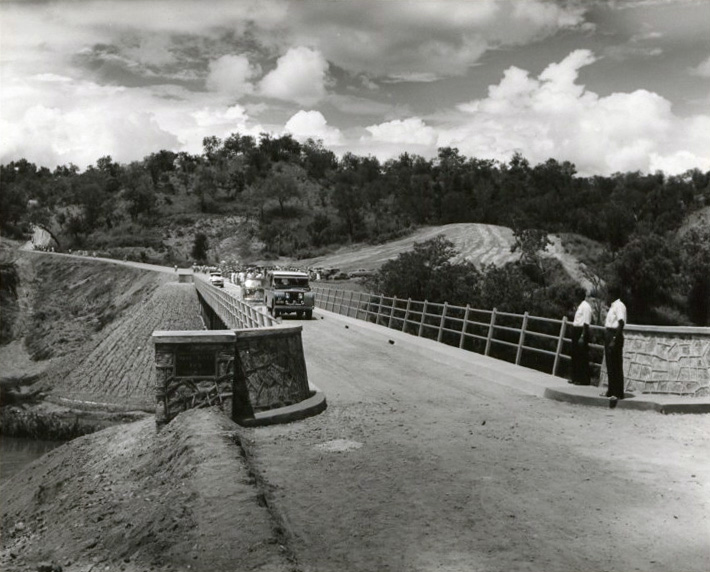
Відкриття мосту Мандера
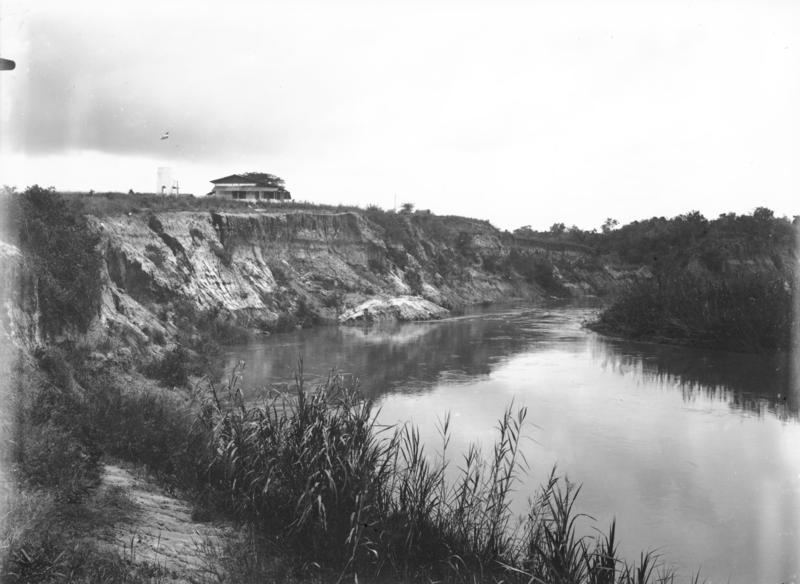
Річка Вамі біля Кіссанке (між 1906 і 1918)
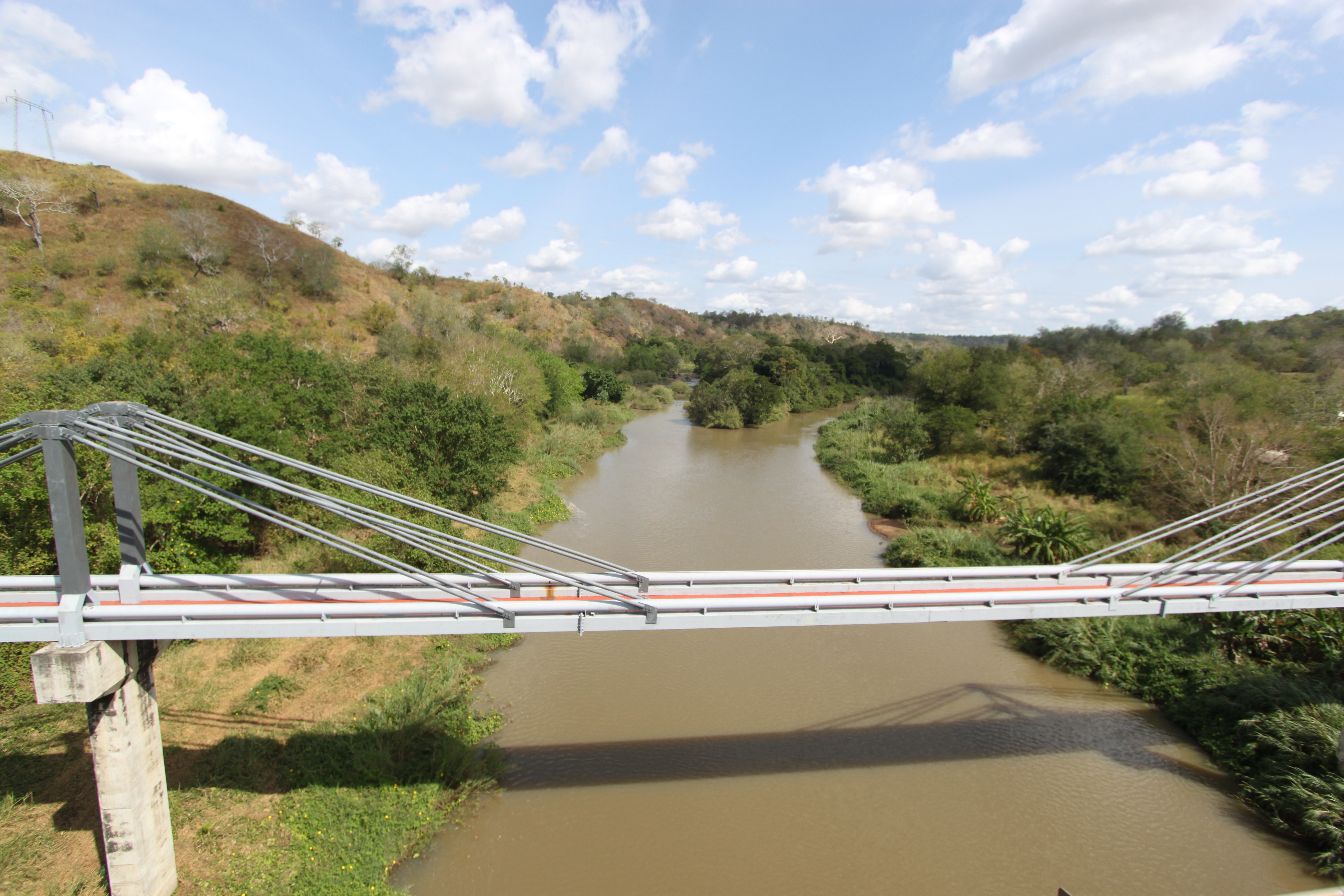
Річка Вамі 2012 року